# Jeanie Johnston
Le Jeanie Johnston est un trois-mâts barque irlandais, à coque bois, réplique à l'identique d'un voilier construit au Québec en 1847 ayant servi à emmener les immigrés irlandais vers l'Amérique.

## Histoire

### Le premierJeanie Johnston
Le Jeanie Johnston original est construit pour être un cargo de commerce entre l'rlande et l'Amérique du Nord.
Le 24 avril 1848, il fait son premier voyage d'immigrants irlandais, vers l'Amérique du Nord, une grande famine sévissant en Irlande. Entre 1848 et 1855, le Jeanie Johnston fera 16 voyages en direction de Québec, Baltimore et New York.
En moyenne, la durée du voyage transatlantique est de 47 jours. Les passagers ont été jusqu'à 254, de Tralee à Québec le 17 avril 1852. Pour mettre ce chiffre en perspective, la réplique du Jeanie Johnston est seulement autorisé à transporter 40 personnes. Malgré le nombre de passagers, et le long voyage, aucun d'eux ni de membre de l'équipage n'a perdu la vie à son bord. 
En 1855, le Jeanie Johnston est vendu à William Johnson, de North Shields en Angleterre. En 1858, en route vers Québec, le trois-mâts prend une voie d'eau. L'équipage monte dans le gréement, et au bout de neuf jours, le bateau coulant lentement, est secouru par un navire néerlandais, le Sophie Elizabeth.

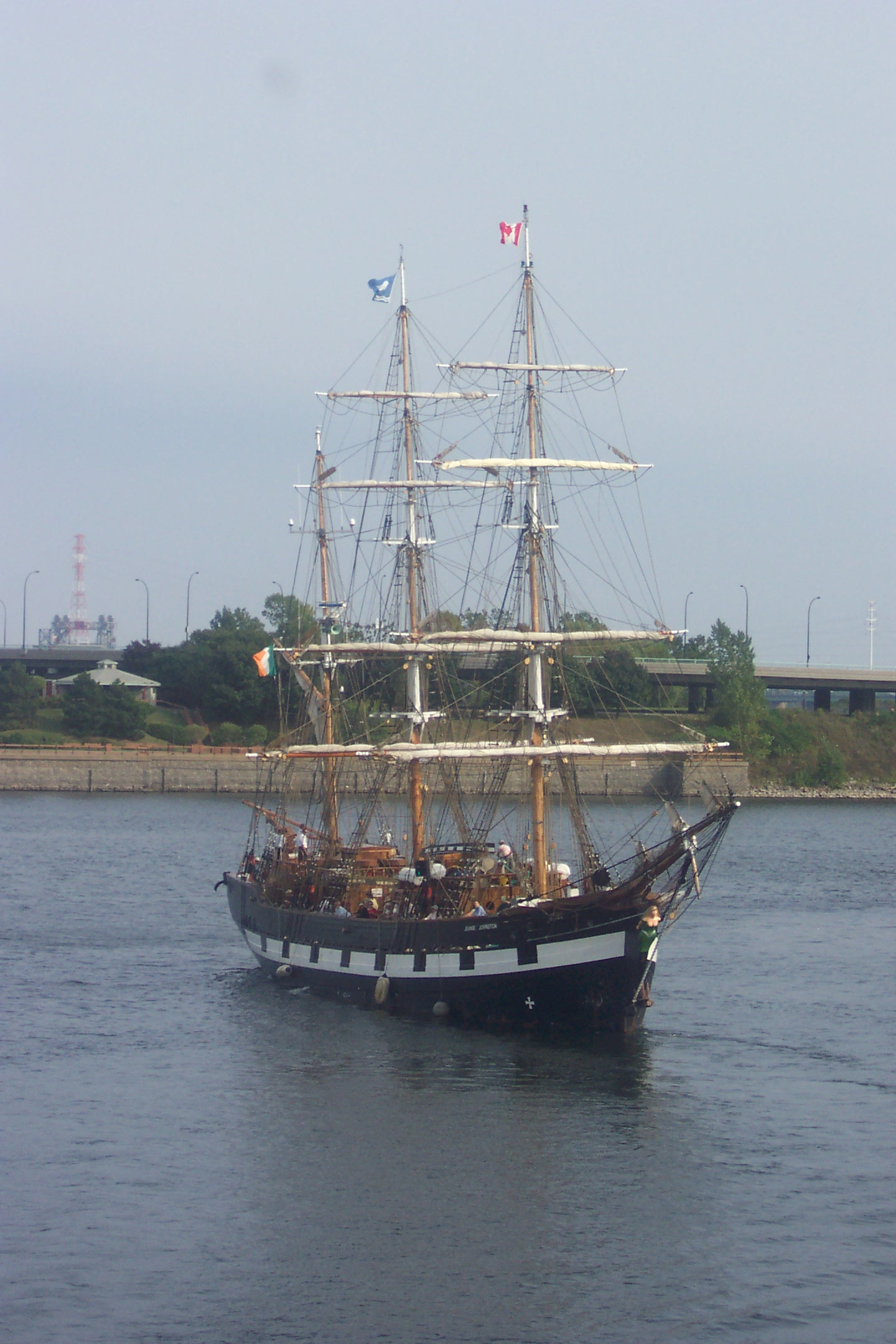
Réplique de la Jeanie Johnston arrivant à Montréal, au Québec, en septembre 2003.

### La réplique actuelle
La construction de la réplique navire commence par des recherches approfondies en 1993, et aboutit à l'achèvement du navire en 2002.
Une équipe internationale de jeunes, venant d'Irlande du Nord et du Sud, des États-Unis, du Canada et de nombreux autres pays, construit cette réplique sous la supervision de charpentiers de marine expérimentés. 
Le navire est conçu par Fred Walker, ancien chef architecte naval du Musée national maritime de Greenwich, en Angleterre. 
Le navire est construit en bois (mélèze et chêne). Pour respecter la réglementation maritime internationale, certaines concessions à la modernité doivent être faites. Il possède deux  moteurs auxiliaires, deux groupes électrogènes et une génératrice d'urgence qui se trouve au-dessus de la ligne de flottaison sur le rouf avant, ainsi que des cloisons étanches en acier, un système de vannes anti-inondation et de lutte contre l'incendie.  
En 2002, la réplique Jeanie Johnston appareille de Tralee pour le Canada et les États-Unis.  Elle prend part aux différents Tall Ships' Races et fonctionne actuellement comme un voilier école.